# Suite voor orkest en straalpistool
Suite voor orkest en straalpistool is een sciencefictionverhaal van de (waarschijnlijk) Nederlander Ben Joosten. Het is het enige sciencefictionverhaal, dat bekend is van deze schrijver. Het was het derde verhaal in de verhalenbundel Ganymedes 4, uitgegeven door A.W. Bruna Uitgevers. Die verhalenbundel kwam tot stand door het inzenden van lezers en andere liefhebbers van het genre, die weleens een eigen verhaal op papier wilden zetten.

## Het verhaal
Het verhaal gaat over de eeuwige soldaat, die door welke willekeurige leider dan ook naar het front wordt gezonden om te vechten. In dit geval is het een afgelegen planeet. Ze vechten tegen een tegenstander, die ze niet kennen omdat ze ze dan sneller kunnen doden, waarbij ze zich ervan bewust zijn dat dat ook voor hun tegenstander geldt. Jan Soldaat is altijd de verliezer. Om de stemming erin te houden is er altijd wel vermaak aanwezig is de vorm van blote dames, al dan niet zingend en drank. In dit geval komen de dames van Hong Kong Garden de heren vermaken en is de soldaat in kwestie de volgende dag nauwelijks in staat zijn geweer vast te houden vanwege de kater.